# Tjet

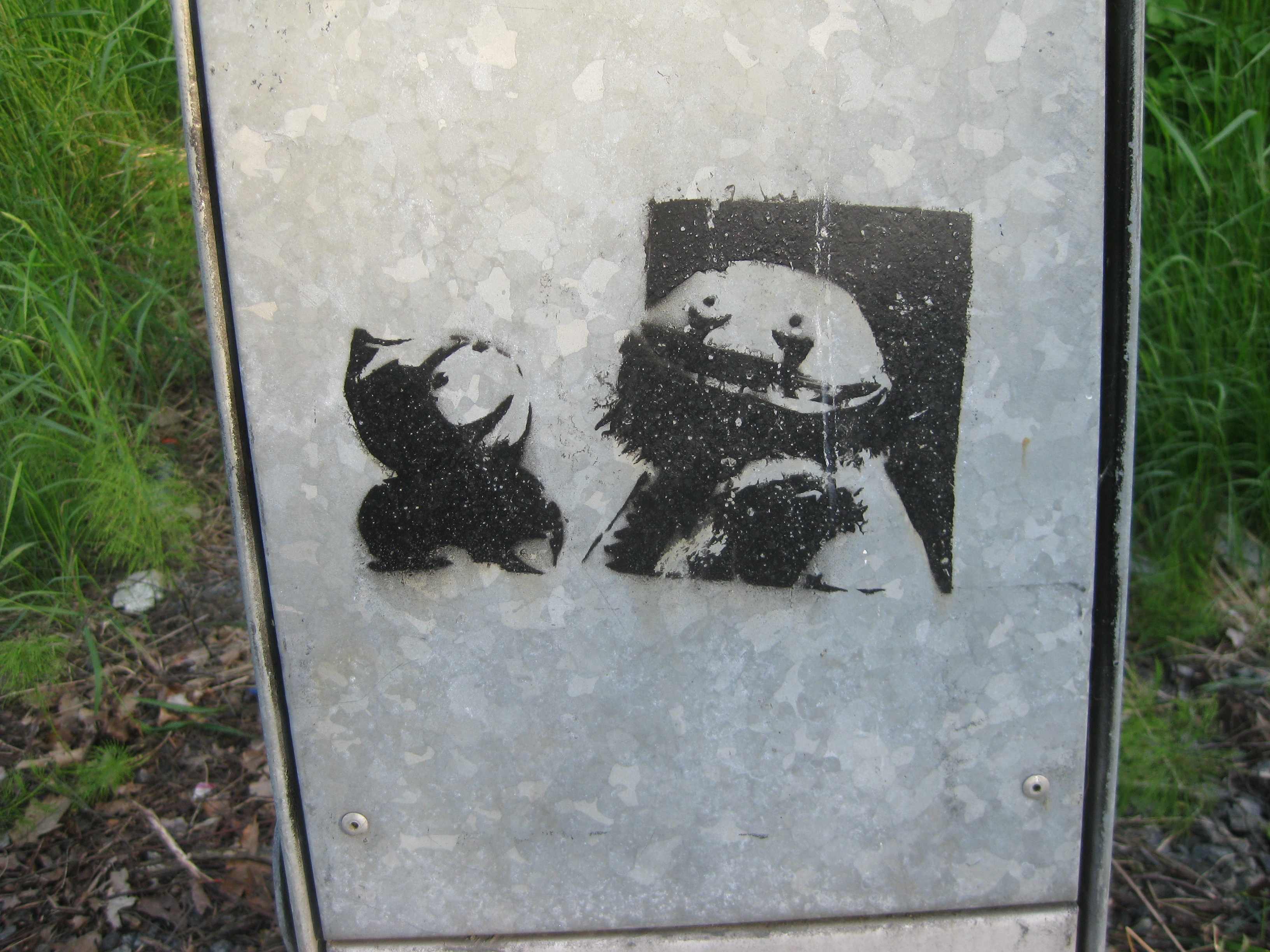
En graffitischablon föreställande Tjet och Allram, sprayad på ett elskåp i Mölnlycke.

Tjet är en svensk dockfigur som har varit med i flera TV-program och spelas av Gustav Funck. Han började som praktikant hos Allram Eest och blev sedan kvar hos honom.
Tjet fungerar som en förnuftig och eftertänksam motpart till Allram Eest, som dock bortförklarar Tjet varje gång han ifrågasätts.

## Har medverkat i följande TV-serier
- Allra mest tecknat
- Melodifestivalen 2003
- Allrams höjdarpaket (SVT:s Julkalender 2004)
- För alla åldrar
- Allsång på Skansen